# Koszmosz–256
A Koszmosz–256 (oroszul: Космос 256) Koszmosz műhold, a szovjet műszeres műhold-sorozat tagja. Geodéziai műhold.

## Küldetés
A Szfera program szerinti feladata a Föld geofizikai paramétereinek nagy pontossággal történő meghatározása, illetve térképekhez biztosított adatszolgáltatás.

## Jellemzői
Tervezte a Szövetségi Kozmikus Mérnöki Akadémia (Всесоюзная инженерно-космическая Краснознаменная академия им. А. Ф. Можайского). Gyártotta az OKB–586(OKB Juzsnoje; ma: Pivdenne) Dnyipropetrovszk (oroszul: Днепропетровск), Ukrajnában. Üzemeltetője a Honvédelmi Minisztérium (Министерство обороны–MO).
Megnevezései:  COSPAR: 1968-106A; GRAU-kód: 11F621; SATCAT kódja: 3576.
1968. november 30-án, az LC–132/1 (LC–Launch Complex) jelű indítóállványról egy Koszmosz–3M (11K65M) típusú hordozórakétával juttatták alacsony Föld körüli pályára (LEO = Low-Earth Orbit). Az orbitális egység pályája 109,4 perces, 74 fokos hajlásszögű, elliptikus pálya perigeuma 1173 kilométer, apogeuma 1224 kilométer volt.
A sorozat felépítését, szerkezetét, alapvető fedélzeti rendszereit tekintve egységesített, szabványosított űreszköz. Nincs navigációs meghajtórendszere. Tájolása alkalmazkodik a Föld mágneses-gravitációs törvényszerűségéhez. Szolgálati idejét 6 hónapra tervezték. Tömege 750 kilogramm. A hengeres test átmérője 1,2–2, magassága 1,8–2,1 méter. Termosztatikus (fűtés, hűtés) hőmérséklet-szabályzóval ellátott. Telemetriai rendszerének működését antennák beépítésével segítették. Az űreszköz felületét napelemek borították, éjszakai (földárnyék) energiaellátását újratölthető nikkel-kadmium akkumulátorok biztosították.